# Bóng đá tại Đại hội Thể thao Bán đảo Đông Nam Á 1967
Giải bóng đá tại Đại hội Thể thao Bán đảo Đông Nam Á 1967 diễn ra từ ngày 10 đến ngày 16 tháng 12 năm 1967 tại Bangkok, Thái Lan.

## Địa điểm thi đấu
- Sân vận động Quốc gia, Bangkok

## Giải đấu

### Vòng bảng
Bảy đội tuyển được chia thành hai bảng đấu vòng tròn 1 lượt. Mỗi bảng chọn 2 đội xếp đầu vào bán kết.
|  | Đội bóng đi tiếp vào vòng trong |

#### Bảng A
| Đội       | ST | T | H | B | BT | BB | HS | Đ |
| --------- | -- | - | - | - | -- | -- | -- | - |
| Miến Điện | 2  | 2 | 0 | 0 | 3  | 1  | +2 | 4 |
| Thái Lan  | 2  | 1 | 0 | 1 | 4  | 1  | +3 | 2 |
| Malaysia  | 2  | 0 | 0 | 2 | 1  | 6  | -5 | 0 |

| Thái Lan | 4–0 | Malaysia |
| -------- | --- | -------- |
|          |     |          |

| Miến Điện | 2–1 | Malaysia |
| --------- | --- | -------- |
|           |     |          |

| Thái Lan | 0–1 | Miến Điện |
| -------- | --- | --------- |
|          |     |           |

#### Bảng B
| Đội               | ST | T | H | B | BT | BB | HS | Đ |
| ----------------- | -- | - | - | - | -- | -- | -- | - |
| Việt Nam Cộng hòa | 1  | 1 | 0 | 0 | 5  | 0  | +5 | 2 |
| Lào               | 1  | 0 | 0 | 1 | 0  | 5  | -5 | 0 |

| Lào | 0–5 | Việt Nam Cộng hòa |
| --- | --- | ----------------- |
|     |     |                   |

### Vòng đấu loại trực tiếp

#### Nhánh đấu
|  | Bán kết           | Bán kết           |               |   | Chung kết | Chung kết |
|  |                   |                   |               |   |           |           |
|  | 14 tháng 12       |                   |               |   |           |           |
|  |                   |                   |               |   |           |           |
|  | Miến Điện         | 2                 |               |   |           |           |
|  | Miến Điện         | 2                 | 16 tháng 12   |   |           |           |
|  | Lào               | 0                 |               |   |           |           |
|  | Lào               | 0                 | Miến Điện     | 2 |           |           |
|  | 14 tháng 12       |                   | Miến Điện     | 2 |           |           |
|  |                   | Việt Nam Cộng hòa | 1             |   |           |           |
|  | Việt Nam Cộng hòa | Việt Nam Cộng hòa | 1             | 5 |           |           |
|  | Việt Nam Cộng hòa |                   |               | 5 |           |           |
|  | Thái Lan          | 0                 |               |   |           |           |
|  | Thái Lan          | 0                 | Tranh hạng ba |   |           |           |
|  |                   |                   |               |   |           |           |
|  | 15 tháng 12       |                   |               |   |           |           |
|  |                   |                   |               |   |           |           |
|  | Lào               | 2                 |               |   |           |           |
|  | Lào               | 2                 |               |   |           |           |
|  | Thái Lan          | 5                 |               |   |           |           |

#### Bán kết
| Miến Điện | 2–0 | Lào |
| --------- | --- | --- |
|           |     |     |

| Việt Nam Cộng hòa | 5–0 | Thái Lan |
| ----------------- | --- | -------- |
|                   |     |          |

#### Tranh huy chương đồng
| Thái Lan | 5–2 | Lào |
| -------- | --- | --- |
|          |     |     |

#### Tranh huy chương vàng
| Miến Điện | 2–1 | Việt Nam Cộng hòa |
| --------- | --- | ----------------- |
|           |     |                   |

## Nhà vô địch
| Vô địch Bóng đá nam SEAP Games 1967 Miến Điện Lần thứ hai |

## Bảng xếp hạng chung cuộc
| VT | Đội               | ST | T | H | B | BT | BB | HS  | Đ | Kết quả cuối cùng   |
| -- | ----------------- | -- | - | - | - | -- | -- | --- | - | ------------------- |
| 1  | Miến Điện         | 4  | 4 | 0 | 0 | 7  | 2  | +5  | 8 | Huy chương vàng     |
| 2  | Việt Nam Cộng hòa | 3  | 2 | 0 | 1 | 11 | 2  | +9  | 4 | Huy chương bạc      |
| 3  | Thái Lan (H)      | 4  | 2 | 0 | 2 | 9  | 8  | +1  | 4 | Huy chương đồng     |
| 4  | Lào               | 3  | 0 | 0 | 3 | 2  | 12 | −10 | 0 | Hạng tư             |
|    |                   |    |   |   |   |    |    |     |   |                     |
| 5  | Malaysia          | 2  | 0 | 0 | 2 | 1  | 6  | −5  | 0 | Bị loại ở vòng bảng |

## Danh sách huy chương
| Vàng      | Bạc               | Đồng     |
| --------- | ----------------- | -------- |
| Miến Điện | Việt Nam Cộng hòa | Thái Lan |

| Nội dung | Vàng | Bạc | Đồng |
| -------- | --- | --- | --- |
| Nam      | Miến Điện · Ngwe Ya · Tin Aung · Maung Myint · Kyaw Thaung · Soe Myint · Tin Han · Maung Tin · Myo Win Nyunt · Suk Bahadur · Tin Aye · Maung Maung · Aye Maung · Win Maung · Hla Htay · Ba Pu · Ohn Gyaw · Hla Kyi · Ye Nyunt | Việt Nam Cộng hòa · Lâm Hồng Châu · Lại Văn Ngôn · Phạm Huỳnh Tam Lang · Nguyễn Vinh Quang · Đỗ Thới Vinh · Lê Văn Đức · Hồ Thanh Cang · Nguyễn Văn Chiêu · Nguyễn Văn Ngôn · Hồ Thanh Chinh · Nguyễn Văn Mộng · Dương Văn Tha · Nguyễn Thái Hùng · Võ Bá Hưng · Nguyễn Văn Thuận · Quang Kim Phụng · Cù Sinh · Trương Văn Tư | Thái Lan · Chao on-Iam · Saravuth Parthipakornchai · Anant Kongchareon · Suphot Chaiyong · Chirawat Pimpawathin · Chatchai Paholpat · Yongyouth Sankhagovit · Narong Sangkasuwan · Paisal Bupasiri · Snong Chaiyong · Yanyong Na Nongkai · Niwat Srisawat · Sahat Pornsawan · Narong Thongpleow · Udomsilp Sonbutnag · Vichai Sangthamkichakul · Kriengsak Nukoolsompatana · Prasarn Dancharoenvanakit |